# Аррайя, Лаура
Лаура Аррайя (исп. Laura Arraya, в замужестве Гильдемайстер, Gildemeister; род. 12 января 1964) — перуанская профессиональная теннисистка и теннисный тренер, сестра теннисиста Пабло Аррайи. Победительница 3 турниров WTA в одиночном и парном разрядах, игрок сборной Перу в Кубке Федерации.

## Биография
Лаура Аррайя начала делать успехи в теннисе ещё в детстве, став чемпионкой Перу, а затем Южной Америки. На девочку обратил внимание тренер из Чили, предложивший её родителям свои услуги. Вместе с тренером Лаура уехала в США, где продолжала свою профессиональную подготовку. Она успешно выступила в своём первом турнире, проходившем в Бразилии, и начала свой пофессиональный путь со 150-го места в рейтинге WTA.
Уже в 1982 году Аррайя стала победительницей Открытого чемпионата Японии — турнира, входившего в теннисный тур Avon в рамках Toyota Series. За следующие три года она ещё пять раз играла в финалах турниров основного женского профессионального тура в одиночном разряде, а с 1985 года стала появляться и в парных финалах. В 1982, 1983 и 1985 годах Аррайя участвовала в матчах сборной Перу в Кубке Федерации, в 1983 году дойдя с командой до финала утешительного турнира, где перуанки уступили советской сборной. В 1984 году она вышла замуж за чилийского теннисиста Хайнца Гильдемайстера, а в 1988 году у них родился сын — Хайнц-младший.
Роды не положили конец карьере Лауры Гильдемайстер, и она вернулась на корт, переезжая с одного турнира на другой в сопровождении сына и его няни. В марте 1990 года, после выхода в полуфинал крупного турнира в Бока-Ратоне (благодаря победе над шестой ракеткой мира Моникой Селеш) и нескольких титулов, завоёванных в конце предыдущего сезона в турнирах менее высокого ранга, она достигла высшей в карьере позиции в рейтинге, поднявшись на 14-ю строчку. В 1991 году Гильдемайстер показала свой лучший результат в турнирах Большого шлема, когда вышла в четвертьфинал на Уимблдоне. В 1/8 финала она победила 11-ю ракетку мира Катерину Малееву, но затем уступила занимавшей третье место в рейтинге Габриэле Сабатини. Лаура впоследствии называла выход в четвертьфинал на Уимблдоне самым памятным моментом своей игровой карьеры.
Лаура активно выступала в профессиональных турнирах до конца 1993 года. Завершив игровую карьеру, она вместе с братом Пабло — бывшим игроком Top-30 мужского профессионального тура — открыла теннисную академию в Майами. В дальнейшем она развелась с Хайнцем Гильдемайстером и вышла замуж вторично, родив от второго мужа Патрисио ещё одного сына. Когда в 2009 году, после девятилетнего перерыва, сборная Перу возобновила выступления в Кубке Федерации, Аррайя была назначена её капитаном, но в январе 2011 года оставила этот пост из-за разногласий с руководством национальной теннисной федерации.

## Положение в рейтинге в конце года
| Разряд           | 1983 | 1984 | 1985 | 1986 | 1987 | 1988 | 1989 | 1990 | 1991 | 1992 | 1993 |
| ---------------- | ---- | ---- | ---- | ---- | ---- | ---- | ---- | ---- | ---- | ---- | ---- |
| Одиночный разряд | 53   | 34   | 63   | 33   | 45   | —    | 19   | 21   | 24   | 45   | 70   |
| Парный разряд    | —    | —    | —    | 43   | 33   | —    | 45   | 62   | 74   | 109  | 80   |

## Финалы турниров Avon, Virginia Slims WTA за карьеру

### Одиночный разряд (4-6)
| Легенда                   |
| ------------------------- |
| Большой шлем (0)          |
| Чемпионат WTA (0)         |
| I категория (0)           |
| II категория (0+1)        |
| III категория (1+1)       |
| IV категория (2+1)        |
| V категория (1+0)         |
| Avon/Virginia Slims (6+7) |

| Результат | №  | Дата            | Турнир                                 | Покрытие | Соперница в финале  | Счёт в финале |
| --------- | -- | --------------- | -------------------------------------- | -------- | ------------------- | ------------- |
| Победа    | 1. | 18 октября 1982 | Открытый чемпионат Японии, Токио       | Хард     | Пилар Васкес        | 3-6, 6-4, 6-0 |
| Поражение | 1. | 11 июля 1983    | Фрайбург, ФРГ                          | Грунт    | Катрин Танвье       | 4-6, 5-7      |
| Поражение | 2. | 10 октября 1983 | Borden Classic, Токио                  | Хард     | Лайза Бондер        | 1-6, 3-6      |
| Победа    | 2. | 26 марта 1984   | Майами, США                            | Грунт    | Петра Хубер         | 6-3, 6-2      |
| Поражение | 3. | 23 апреля 1984  | Орландо, США                           | Грунт    | Мартина Навратилова | 0-6, 1-6      |
| Поражение | 4. | 18 марта 1985   | Открытый чемпионат Бразилии, Сан-Паулу | Грунт    | Мерседес Пас        | 7-5, 1-6, 4-6 |
| Победа    | 3. | 24 июля 1989    | Скенектади, Нью-Йорк, США              | Хард     | Марианна Уэрдел     | 6-4, 6-3      |
| Победа    | 4. | 23 октября 1989 | Сан-Хуан, Пуэрто-Рико                  | Хард     | Джиджи Фернандес    | 6-1, 6-2      |
| Поражение | 5. | 6 августа 1990  | Альбукерке, США                        | Хард     | Яна Новотна         | 4-6, 4-6      |
| Поражение | 6. | 3 февраля 1992  | Осака, Япония                          | Ковёр(i) | Гелена Сукова       | 2-6, 6-4, 1-6 |

### Парный разряд (1-9)
| Результат | №  | Дата             | Турнир                                      | Покрытие | Партнёрша         | Соперницы в финале                 | Счёт в финале  |
| --------- | -- | ---------------- | ------------------------------------------- | -------- | ----------------- | ---------------------------------- | -------------- |
| Поражение | 1. | 25 марта 1985    | Палм-Бич-Гарденс, Флорида, США              | Грунт    | Габриэла Сабатини | Джоанн Расселл Энн Смит            | 6-1, 1-6, 6-74 |
| Поражение | 2. | 14 октября 1985  | Открытый чемпионат Японии, Токио            | Хард     | Бет Херр          | Белинда Кордуэлл Джули Ричардсон   | 4-6, 4-6       |
| Поражение | 3. | 4 ноября 1985    | Тампа, США                                  | Хард     | Лайза Бондер      | Карлинг Бассетт Габриэла Сабатини  | 0-6, 0-6       |
| Поражение | 4. | 21 апреля 1986   | Айл-оф-Палмс, Ю. Каролина, США              | Грунт    | Марцела Скугерска | Сабрина Голеш Сандра Чеккини       | 6-4, 0-6, 3-6  |
| Поражение | 5. | 8 декабря 1986   | Сан-Паулу, Бразилия                         | Хард     | Петра Хубер       | Нейжи Диас Патрисия Медраду        | 6-4, 4-6, 6-76 |
| Победа    | 1. | 30 марта 1987    | Айл-оф-Палмс                                | Грунт    | Тина Шойер-Ларсен | Мерседес Пас Кэнди Рейнольдс       | 6-4, 6-4       |
| Поражение | 6. | 18 мая 1987      | Женева, Швейцария                           | Грунт    | Катрин Танвье     | Бетси Нагельсен Элизабет Смайли    | 6-4, 4-6, 3-6  |
| Поражение | 7. | 14 августа 1989  | Мауа, Нью-Джерси, США                       | Хард     | Луиза Аллен       | Штеффи Граф Пэм Шрайвер            | 2-6, 4-6       |
| Поражение | 8. | 16 апреля 1990   | Тампа (2)                                   | Грунт    | Сандра Чеккини    | Мерседес Пас Аранча Санчес-Викарио | 2-6, 0-6       |
| Поражение | 9. | 16 сентября 1991 | Nichirei International Championships, Токио | Хард     | Карри Каннингем   | Мэри-Джо Фернандес Пэм Шрайвер     | 3-6, 3-6       |